# Прихованощелепні
Прихованощелепні (Entognatha) — клас примітивних шестиногих, який включає кілька тисяч видів. Живуть переважно у ґрунті, живляться детритом, відіграють важливу роль у ґрунтоутворенні. Раніше[коли?] їх вважали підкласом комах.

## Будова
Розміри невеликі (від часток міліметра до кількох міліметрів).
Тіло сегментоване. Грудні та черевні сегменти зазвичай гарно розрізняються. Ротові органи гризучого типу, занурені у особливу камеру на нижній частині голови. Таке розміщення ротових органів є визначальною ознакою для класифікації представників даного класу.
Органи зору або відсутні або представлені сукупністю простих очей, які зібрані невеликими групами по боках голови. Ноги ходильні, лише у видів ряду Protura ноги виконують функцію органів дотику. Вусики зазвичай складаються з багатьох члеників, у представників Protura відсутні. Первиннобезкрилі комахи.
У більшості представників черевце складається з 11-12 сегментів, у колембол — з шести сегментів. На деяких (або на всіх) черевних сегментах зберігаються рудименти кінцівок. Покриви тонкі, епікутикула відсутня.
Органи виділення — мальпігієві судини (відсутні у колембол). Дихання трахейне або всією поверхнею тіла. Запліднення за допомогою сперматофорів. Постембріональний розвиток спрощений — анаморфоз у Protura або протоморфоз — у колембол та Diplura. Для всіх представників характерне линяння у дорослому стані.

## Дослідження прихованощелепних
Вагомий внесок у всебічне вивчення прихованощелепних, зокрема їх різноманіття на території України, зробив польський зоолог А. Шептицький.